# Hagen (Moselle)
Pour les articles homonymes, voir Hagen.
Hagen (lb: Hoen) est une commune française située dans le département de la Moselle, en région Grand Est.

## Géographie
|           | Frisange ( Luxembourg) |               |
|           | Hagen                  | Évrange       |
| Zoufftgen |                        | Basse-Rentgen |

### Hydrographie
La commune est située dans le bassin versant du Rhin au sein du bassin Rhin-Meuse. Elle n'est drainée par aucun cours d'eau.

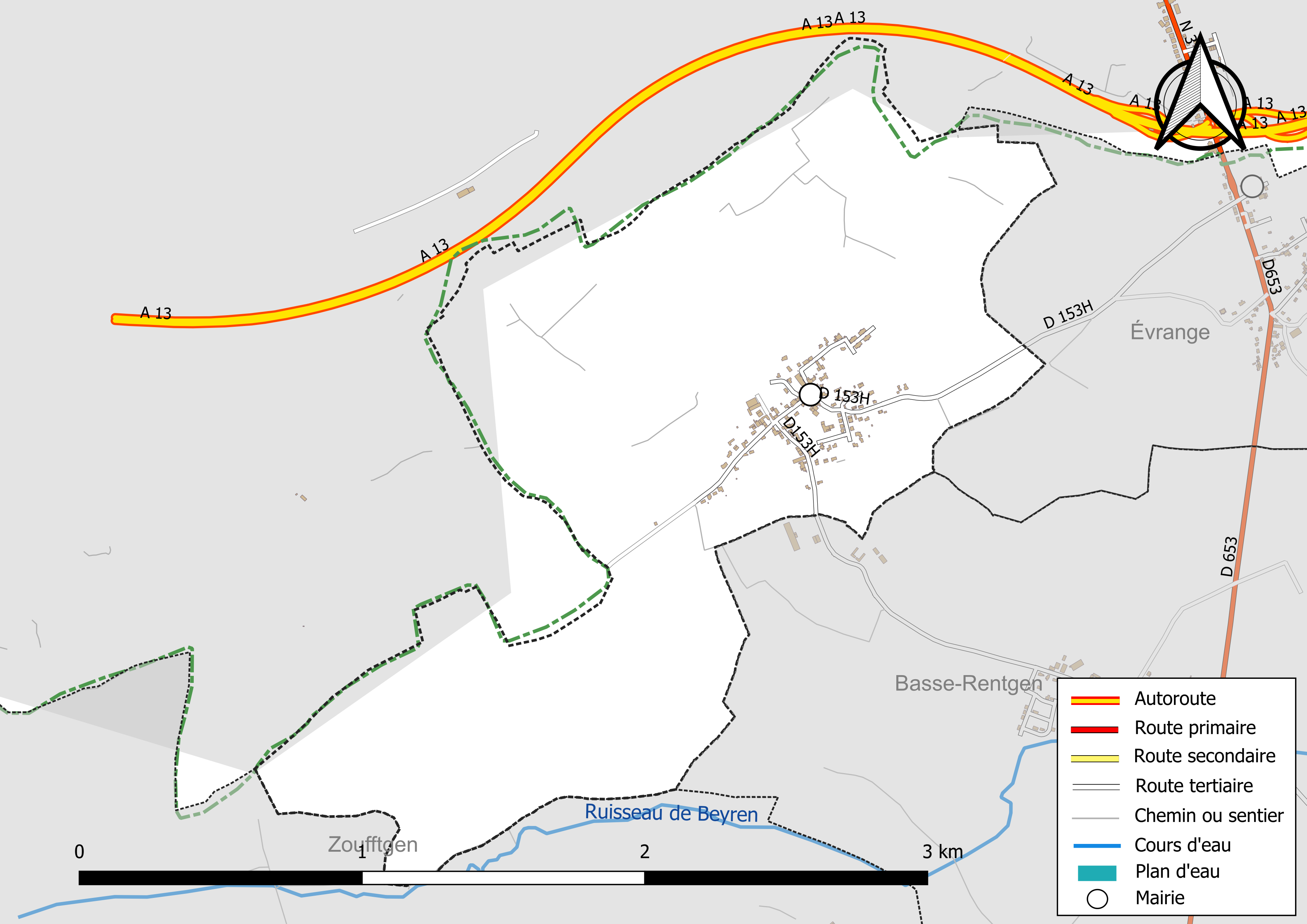
Réseaux hydrographique et routier d'Hagen.

### Climat
Pour des articles plus généraux, voir Climat du Grand Est et Climat de la Moselle.
En 2010, le climat de la commune est de type climat de montagne, selon une étude du Centre national de la recherche scientifique s'appuyant sur une série de données couvrant la période 1971-2000. En 2020, Météo-France publie une typologie des climats de la France métropolitaine dans laquelle la commune est exposée à un climat semi-continental et est dans la région climatique  Lorraine, plateau de Langres, Morvan, caractérisée par un hiver rude (1,5 °C), des vents modérés et des brouillards fréquents en automne et hiver. 
Pour la période 1971-2000, la température annuelle moyenne est de 9,1 °C, avec une amplitude thermique annuelle de 16,5 °C. Le cumul annuel moyen de précipitations est de 844 mm, avec 13 jours de précipitations en janvier et 9,1 jours en juillet. Pour la période 1991-2020, la température moyenne annuelle observée sur la station météorologique de Météo-France la plus proche, « Malancourt », sur la commune d'Amnéville à 26 km à vol d'oiseau, est de 10,2 °C et le cumul annuel moyen de précipitations est de 884,1 mm. 
La température maximale relevée sur cette station est de 39,3 °C, atteinte le 25 juillet 2019 ; la température minimale est de −17,9 °C, atteinte le 5 janvier 1985,,. 
Les paramètres climatiques de la commune ont été estimés pour le milieu du siècle (2041-2070) selon différents scénarios d'émission de gaz à effet de serre à partir des nouvelles projections climatiques de référence DRIAS-2020. Ils sont consultables sur un site dédié publié par Météo-France en novembre 2022.

## Urbanisme

### Typologie
Au 1er janvier 2024, Hagen est catégorisée commune rurale à habitat dispersé, selon la nouvelle grille communale de densité à sept niveaux définie par l'Insee en 2022.
Elle est située hors unité urbaine. Par ailleurs la commune fait partie de l'aire d'attraction de Luxembourg (partie française), dont elle est une commune de la couronne,. Cette aire, qui regroupe 115 communes, est catégorisée dans les aires de 700 000 habitants ou plus (hors Paris),.

### Occupation des sols
L'occupation des sols de la commune, telle qu'elle ressort de la base de données européenne d’occupation biophysique des sols Corine Land Cover (CLC), est marquée par l'importance des territoires agricoles (77,2 % en 2018), une proportion identique à celle de 1990 (77,2 %). La répartition détaillée en 2018 est la suivante : 
terres arables (48,4 %), forêts (22,8 %), prairies (20,4 %), zones agricoles hétérogènes (8,3 %). L'évolution de l’occupation des sols de la commune et de ses infrastructures peut être observée sur les différentes représentations cartographiques du territoire : la carte de Cassini (XVIIIe siècle), la carte d'état-major (1820-1866) et les cartes ou photos aériennes de l'IGN pour la période actuelle (1950 à aujourd'hui).

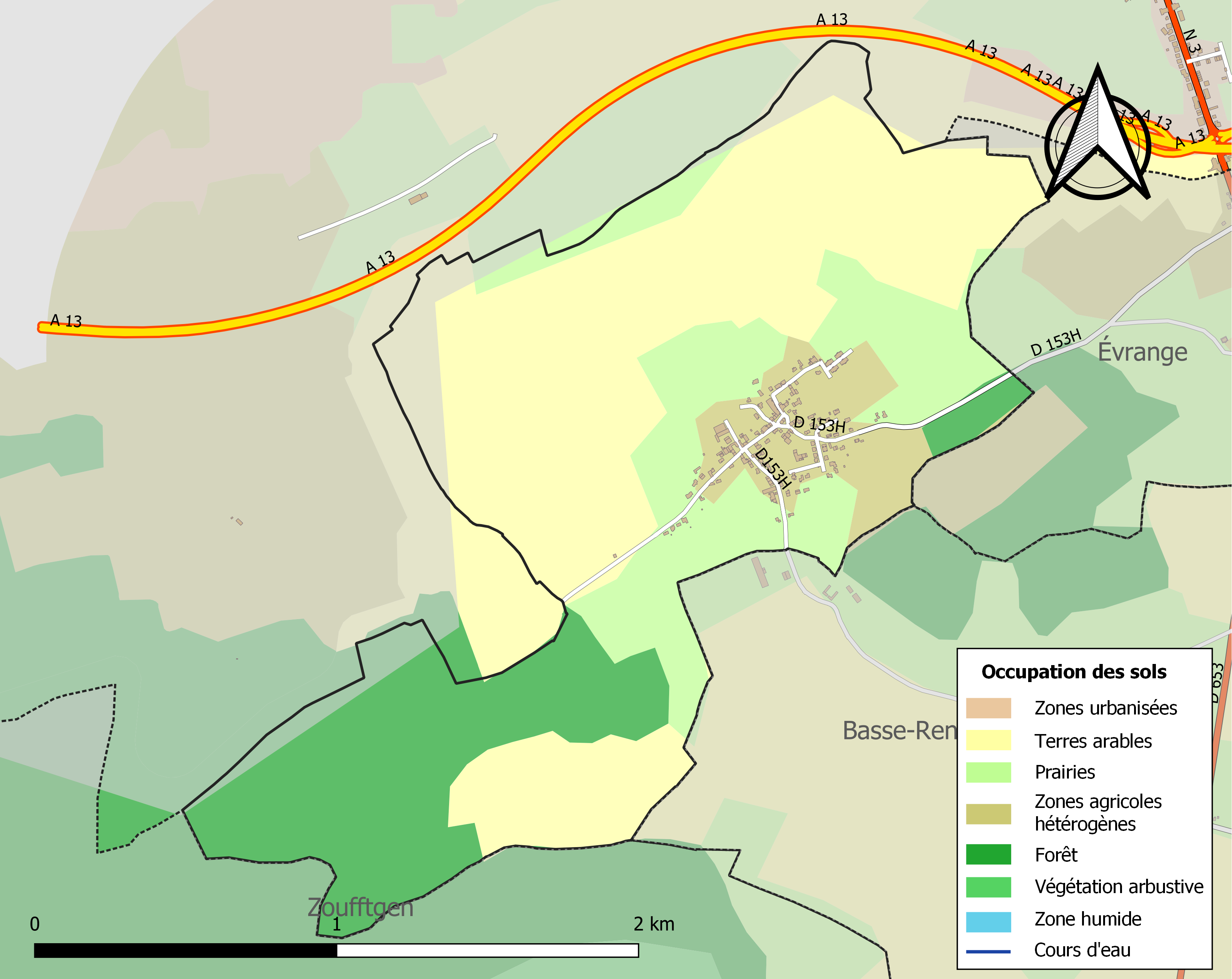
Carte des infrastructures et de l'occupation des sols de la commune en 2018 (CLC).

## Toponymie
- Anciennes mentions : Haguen (1737)[13], Honne (1756)[13], Hagen (1793)[14], Hergen (1801)[14], Hon (carte de Cassini).
- En francique lorrain : Hoen[15] et Hoën.

Le nom primitif du village semble avoir été Hageling, car Alexandre Wiltheim fait mention d'une charte de l'an 795 par laquelle Guntram et sa femme Amaltrude disposent de biens situés « in pago muslensi in loco Hagelinga ». Par ailleurs le mot Hagen signifie « haies de clôture ».

## Histoire
En 1681, ce village est le chef-lieu d’une mairie qui se compose de Hagen, Évrange et Eysing, et qui dépend du marquisat de Rodemack.
Hagen, qui a également dépendu de la seigneurie de Puttelange, devient français à la suite de la convention du 16 mai 1769.
Par décret du 12 avril 1811, cette commune est réunie à celle de Frisange dans le département des Forêts ; Hagen est réintégré dans le département de la Moselle en vertu des traités de 1814, avec le statut de commune.

## Héraldique
| Blason de Hagen | Blason  | De gueules à la tête de cheval d'argent.         |
| Blason de Hagen | Détails | Le statut officiel du blason reste à déterminer. |

## Politique et administration
| Période                                  | Période                   | Identité             | Étiquette | Qualité |
| ---------------------------------------- | ------------------------- | -------------------- | --------- | ------- |
| mars 1983                                | mars 2001                 | Edmond Alesch        |           |         |
| mars 2001                                | juin 2013 (démission)     | Philippe De Lazzer   | DVD       |         |
| septembre 2013                           | décembre 2021 (démission) | Daniel Dubuisson     | DVD       |         |
| décembre 2021                            | En cours                  | Marie-Pierre Lagarde |           |         |
| Les données manquantes sont à compléter. |                           |                      |           |         |

## Démographie
L'évolution du nombre d'habitants est connue à travers les recensements de la population effectués dans la commune depuis 1800. Pour les communes de moins de 10 000 habitants, une enquête de recensement portant sur toute la population est réalisée tous les cinq ans, les populations de référence des années intermédiaires étant quant à elles estimées par interpolation ou extrapolation. Pour la commune, le premier recensement exhaustif entrant dans le cadre du nouveau dispositif a été réalisé en 2005.

En 2022, la commune comptait 369 habitants, en évolution de +1,1 % par rapport à 2016 (Moselle : +0,52 %, France hors Mayotte : +2,11 %).
| 1800 | 1806 | 1821 | 1836 | 1841 | 1861 | 1866 | 1871 | 1875 |
| ---- | ---- | ---- | ---- | ---- | ---- | ---- | ---- | ---- |
| 55   | 63   | 104  | 104  | 116  | 146  | 143  | 159  | 169  |

| 1880 | 1885 | 1890 | 1895 | 1900 | 1905 | 1910 | 1921 | 1926 |
| ---- | ---- | ---- | ---- | ---- | ---- | ---- | ---- | ---- |
| 170  | 180  | 165  | 162  | 161  | 146  | 150  | 139  | 135  |

| 1931 | 1936 | 1946 | 1954 | 1962 | 1968 | 1975 | 1982 | 1990 |
| ---- | ---- | ---- | ---- | ---- | ---- | ---- | ---- | ---- |
| 124  | 131  | 103  | 107  | 120  | 113  | 108  | 114  | 122  |

| 1999 | 2005 | 2006 | 2010 | 2015 | 2020 | 2022 | - | - |
| ---- | ---- | ---- | ---- | ---- | ---- | ---- | - | - |
| 121  | 144  | 182  | 254  | 369  | 354  | 369  | - | - |

## Lieux et monuments
- Maisons de type luxembourgeois.

### Édifice religieux
- Église de 1727 remplacée par l'église néo-gothique Saint-Valentin construite en 1866.